# Пологівська міська рада
Поло́гівська міська́ ра́да — адміністративно-територіальна одиниця та орган місцевого самоврядування в Пологівському районі Запорізької області. Адміністративний центр — місто Пологи.

## Загальні відомості
- Територія ради: 15,95 км²
- Населення ради: 19 906 осіб (станом на 1 січня 2013 року)
- Територією ради протікає річка Конка

## Населені пункти
Міській раді підпорядковані населені пункти:
- м. Пологи

## Склад ради
Рада складається з 36 депутатів та голови.
- Голова ради: Коноваленко Юрій Анатолійович
- Секретар ради: Сова Людмила Анатоліївна

### Керівний склад попередніх скликань
| Прізвище, ім'я, по батькові   | Основні відомості                                                       | Дата обрання | Дата звільнення |
| ----------------------------- | ----------------------------------------------------------------------- | ------------ | --------------- |
| Корольов Віктор Леонідович    | Міський голова, 1957 року народження, освіта вища, безпартійний         | 26.03.2006   | 31.10.2010      |
| Корольов Віктор Леонідович    | Міський голова, 1957 року народження, освіта вища, член Партії регіонів | 31.10.2010   | 25.10.2015      |
| Коноваленко Юрій Анатолійович | Міський голова, 1964 року народження, освіта вища                       | 25.10.2015   |                 |

Примітка: таблиця складена за даними сайту Верховної Ради України

### Депутати
За результатами місцевих виборів 2010 року депутатами ради стали:

#### За суб'єктами висування
| Суб'єкт висування                                       | Кількість обраних депутатів | %    |
| ------------------------------------------------------- | --------------------------- | ---- |
| Партія регіонів                                         | 24                          | 66,7 |
| Політична партія Всеукраїнське об'єднання «Батьківщина» | 6                           | 16,7 |
| Комуністична партія України                             | 3                           | 8,3  |
| Політична партія «Сильна Україна»                       | 2                           | 5,6  |
| Політична партія «Фронт Змін»                           | 1                           | 2,8  |

#### За округами
| № округу                                                | Прізвище, ім'я, по батькові       | Дата визнання обраним | Освіта             | Партійна приналежність                        | Відомості про обраного депутата |
| ------------------------------------------------------- | --------------------------------- | --------------------- | ------------------ | --------------------------------------------- | --- |
| Комуністична партія України                             |                                   |                       |                    |                                               | |
| б/м                                                     | Мараховська Вікторія Юріївна      | 04.11.2010            | середня            | член Комуністичної партії України             | центральний комітет Комуністичної партії України, перший секретар пологівської районної партійної організації комуністичної партії України                                |
| б/м                                                     | Полтавець Віктор Васильович       | 04.11.2010            | вища               | член Комуністичної партії України             | Пологівська загальноосвітня школа № 2, вчитель |
| 3                                                       | Боговин Святіслав Олександрович   | 04.11.2010            | вища               | член Комуністичної партії України             | пенсіонер |
| Партія регіонів                                         |                                   |                       |                    |                                               | |
| б/м                                                     | Шашко Валентина Миколаївна        | 04.11.2010            | вища               | член Партії регіонів                          | Пологівська міська рада, секретар |
| б/м                                                     | Шевченко Ігор Олександрович       | 04.11.2010            | вища               | член Партії регіонів                          | приватний підприємець |
| б/м                                                     | Медвідь Сергій Миколайович        | 04.11.2010            | вища               | член Партії регіонів                          | станція Пологи, начальник |
| б/м                                                     | Сова Людмила Анатоліївна          | 04.11.2010            | вища               | член Партії регіонів                          | ТОВ "Телерадіокомпанія «Славія», директор |
| б/м                                                     | Кошовий Андрій Андрійович         | 04.11.2010            | вища               | член Партії регіонів                          | приватний підприємець |
| б/м                                                     | Лисенко Олег Іванович             | 04.11.2010            | вища               | член Партії регіонів                          | приватний підприємець |
| б/м                                                     | Бондар Юрій Олександрович         | 04.11.2010            | вища               | член Партії регіонів                          | приватний підприємець |
| б/м                                                     | Суходоля Геннадій Вікторович      | 04.11.2010            | вища               | член Партії регіонів                          | приватний підприємець |
| б/м                                                     | Стасова Лариса Григорівна         | 04.11.2010            | вища               | член Партії регіонів                          | приватний підприємець |
| б/м                                                     | Сніжко Ігор Миколайович           | 04.11.2010            | вища               | член Партії регіонів                          | приватний підприємець |
| 2                                                       | Журавльов Сергій Павлович         | 04.11.2010            | вища               | член Партії регіонів                          | ВАТ «Керамоплюс», директор |
| 4                                                       | Тоцька Наталія Дмитрівна          | 04.11.2010            | вища               | член Партії регіонів                          | Районна споживча спілка, начальник техвідділу |
| 5                                                       | Кузнєцов Віталій Арсентійович     | 04.11.2010            | вища               | член Партії регіонів                          | Пологівське локомотивне депо, майстер |
| 6                                                       | Болгов Андрій Анатолійович        | 04.11.2010            | вища               | член Партії регіонів                          | ЗАТ «Олійноекстракційний завод», заступник директора по закупкам |
| 7                                                       | Степура Вадим Вікторович          | 04.11.2010            | вища               | член Партії регіонів                          | ТОВ «Таврія», директор |
| 8                                                       | Фісун Сергій Михайлович           | 04.11.2010            | вища               | член Партії регіонів                          | Пологівський автовокзал, начальник |
| 10                                                      | Луговенко Віктор Петрович         | 04.11.2010            | вища               | член Партії регіонів                          | ВАТ «Союз», інженер |
| 11                                                      | Горбачов Юрій Васильович          | 04.11.2010            | вища               | член Партії регіонів                          | Пологівська міська рада, перший заступник голови |
| 12                                                      | Кувіка Анатолій Миколайович       | 04.11.2010            | вища               | член Партії регіонів                          | ЗАТ "Гірничодобувна компанія «Мінерал», начальник фінансового відділу |
| 13                                                      | Дояр Євгеній Володимирович        | 04.11.2010            | вища               | член Партії регіонів                          | ЗАТ «Пологівський олійноекстракційний завод», начальник юридичного управління                                                                                             |
| 14                                                      | Калашник Сергій Григорович        | 04.11.2010            | вища               | член Партії регіонів                          | «ВАТ Коагулянт», майстер |
| 15                                                      | Мартощук Неля Іванівна            | 04.11.2010            | вища               | член Партії регіонів                          | ЗАТ "Гірничодобувна компанія «Мінерал», заступник генерального директора                                                                                                  |
| 16                                                      | Кононенко Олександр Володимирович | 27.05.2013            | вища               | член Партії регіонів                          | ТОВ «Соя Протеїн Продукт», директор |
| 17                                                      | Балихін Юрій Іванович             | 04.11.2010            | вища               | член Партії регіонів                          | ЗАТ "Гірничодобувна компанія"Мінерал", заступник генерального директора                                                                                                   |
| Політична партія Всеукраїнське об'єднання «Батьківщина» |                                   |                       |                    |                                               | |
| б/м                                                     | Єрмоленко Василь Васильович       | 04.11.2010            | середня            | позапартійний                                 | відокремлений структурний підрозділ локомотивного депо станції Пологи державного підприємства «Придніпровска залізниця», голова проф спілкової організації станції пологи |
| б/м                                                     | Цуприк Сергій Олексійович         | 04.11.2010            | вища               | член Всеукраїнського об'єднання «Батьківщина» | ТОВ «Соя Протеїн-Продукт», начальник відділу |
| б/м                                                     | Биков Анатолій Миколайович        | 04.11.2010            | середня            | член Всеукраїнського об'єднання «Батьківщина» | господарське розрахункове підприємство «Цех пластмасових виробів» ЗАТ Запорізький автомобілебудівний завод, начальник дільниці                                            |
| 1                                                       | Іванов Сергій Федорович           | 04.11.2010            | вища               | член Всеукраїнського об'єднання «Батьківщина» | Юридичний сектор Пологівської міжрайонної державної податкової інспекції, завідувач                                                                                       |
| 9                                                       | Мовчан Валентина Іванівна         | 04.11.2010            | середня            | член Всеукраїнського об'єднання «Батьківщина» | Торгово-консультативний центр «Садиба», приватний підприємець |
| 18                                                      | Болдурат Вадим Володимирович      | 04.11.2010            | вища               | член Всеукраїнського об'єднання «Батьківщина» | фізична особа-підприємець |
| Політична партія «Сильна Україна»                       |                                   |                       |                    |                                               | |
| б/м                                                     | Закорецький Олександр Васильович  | 04.11.2010            | вища               | член Політичної партії «Сильна Україна»       | приватний підприємець |
| б/м                                                     | Хасанова Олена Тораджанівна       | 04.11.2010            | середня спеціальна | член Політичної партії «Сильна Україна»       | Пологівський олійноекстраційний завод, начальник відділу закупів за зерна                                                                                                 |
| Політична партія «Фронт Змін»                           |                                   |                       |                    |                                               | |
| б/м                                                     | Кох Юрій Олександрович            | 04.11.2010            | вища               | член Політичної партії «Фронт Змін»           | Придніпровська залізниця Локомотив не депо Пологи, інженер |